# محمد أحمد لوح
محمد أحمد لوح كاتب وشاعر سنغالي وداعية وخطيب مترجم، ورئيس لجنة الإفتاء باتحاد علماء أفريقيا عميد الكلية الأفريقية للدراسات الإسلامية في السنغال

## النشأة
ولد في قرية توفيق بجوار مدينة طوبى 1955م بعد وفاة والده الشيخ أحمد لوح الذي ينحدر من عائلة «مام كيديل لوح» الشهيرة في كاجور وما جاورها، أكمل حفظ القرآن ومبادئ الفقه المالكية ومبادئ اللغة والأدب العربي في دار المعارف الإسلامية في طوبى ثم انتقل إلى سانت لويس العاصمة الأولى لغرب إفريقيا، حيث تردد على عدد من حلقات العلم، فتعلم اللغة والأدب بشكل أعمق كما درس المنطق والبيان والعروض على يد عدد من شيوخ تلك المدينة أبرزهم الشيخ أحمد جختي.

## الدراسة
ومن ثم عاد إلى طوبى حيث عُين مدرسا للغة العربية في مدارس الاتحاد الإسلامي الذي أنشأه الشيخ أحمد امباكي من سنة 1975 إلى 1979، رحل بعد هذا التاريخ إلى الجامعة الإسلامية بالمدينة المنورة حيث درس مرحلة الثانوية والجامعية ثم التحق بمرحلة الدراسات العليا في قسم الحديث والعقيدة فاستغرقت دراسته فترة ما بين 1980 و 1997، ومن ثم عاد إلى بلاده،

## النشاط التعليمي والدعوي
أسس الكلية الإفريقية للدراسات الإسلامية في السنغال وله مشاركات عديدة في المؤتمرات واللقاءات العلمية المحلية والإقليمية والدلولية، منها مؤتمرات في نيجيريا وجنوب إفريقيا، ومالي، وموريتانيا، والسعودية، والكويت، والبحرين، والسويد وإسبانيا، وغيرها.
ولازال يشغل عميدا للكلية الإفريقية إلى جانب التدريس فيها، كما أنه رئيس مجلس الأمناء لاتحاد علماء إفريقيا، ورئيس لجنة الإفتاء والإرشاد في الاتحاد الدولي.

## المؤلفات
له عدد من المؤلفات المطبوعة منها: «تقديس الأشخاص في الفكر الصوفي» و«جناية التأويل الفاسد على العقيدة الإسلامية» و«كيف نعيد للمسجد مكانته» و«معالم الطريق إلى البحث والتحقيق» وغيرها..

## التكريمات
وحصد عددا من الجوائز المرصودة للبحث العلمي منها جائزة أمير المدينة للبحث العلمي 1996م[بحاجة لمصدر]

## وصلات خارجية
http://www.xamsadine.net/index.php/fr/dr-muhammad-ahmad-lo
http://www.drmalo.com